# پارک شبه‌ملی گنکای
پارک شبه‌ملی گنکای (به لاتین: Genkai Quasi-National Park) یک منطقهٔ مسکونی در ژاپن است که در استان فوکوئوکا واقع شده‌است.